# Reugny (Nièvre)
Pour les articles homonymes, voir Reugny.
Reugny est une ancienne commune française de la Nièvre. En 1861, Reugny fusionne avec Frasnay pour former la nouvelle commune de Frasnay-Reugny.

## Population
| 1793 | 1800 | 1806 | 1821 | 1831 |
| ---- | ---- | ---- | ---- | ---- |
| 117  | 83   | 56   | 106  | 100  |

| 1836 | 1841 | 1846 | 1851 | 1856 |
| ---- | ---- | ---- | ---- | ---- |
| 118  | 110  | 102  | 103  | 108  |